# Schalom Simchon

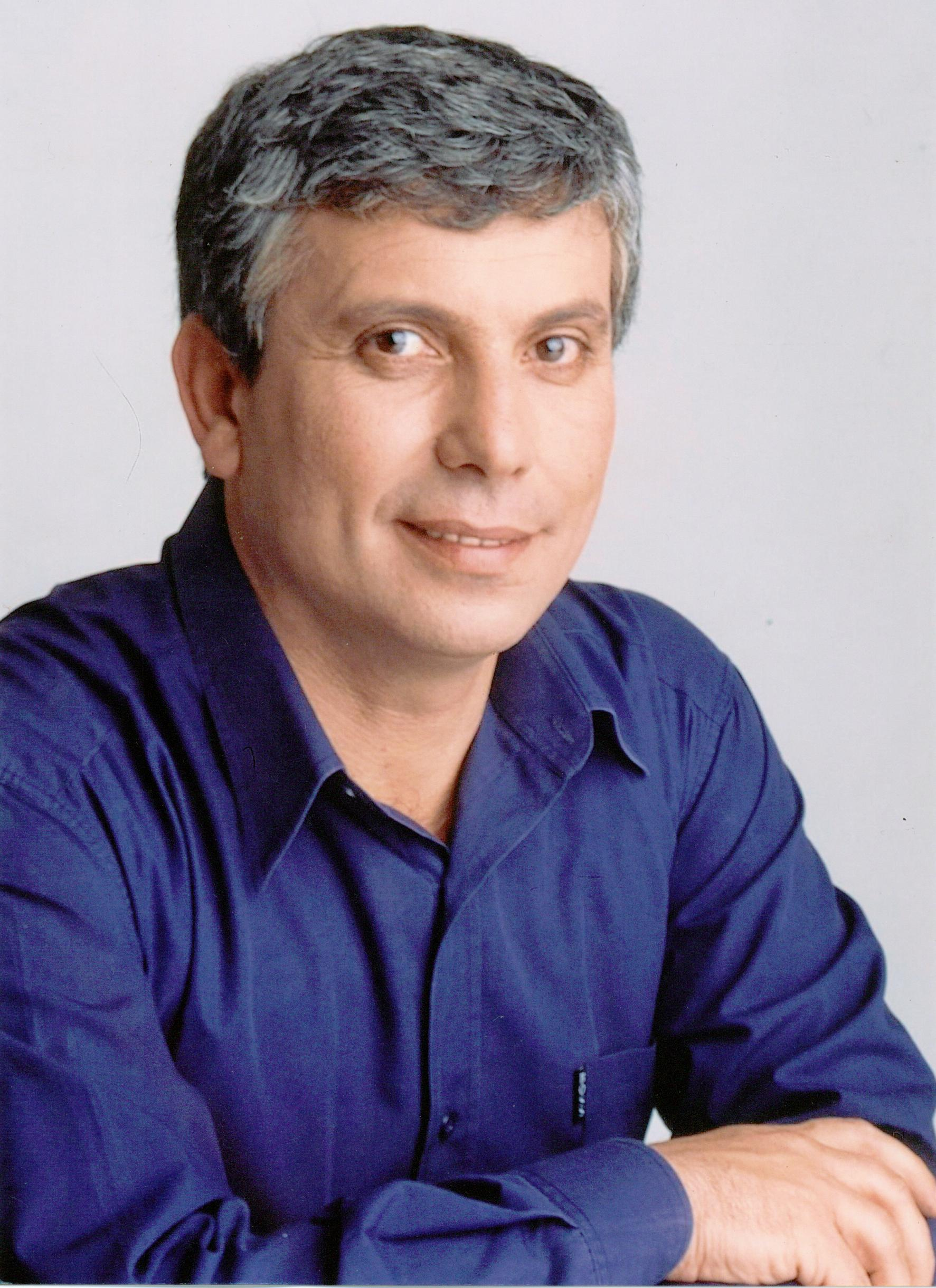
Schalom Simchon, 2008

Schalom Simchon (hebräisch שלום שמחון; * 7. Dezember 1956 in Kfar Saba) ist ein israelischer Politiker. Er wurde 1996 das erste Mal in die Knesset gewählt, zunächst für die Awoda, seit 2011 kandidiert er für die Ha’Atzma’ut. Von 2001 bis zum November 2002 war er Landwirtschaftsminister, von Januar 2005 bis November 2005 war er unter der Regierung von Ariel Sharon Umweltminister. Unter Ehud Olmert wurde Schalom Simchon erneut zum Landwirtschaftsminister berufen, diese Position behielt er während der gesamten Regierungszeit von 2006 bis 2009. Unter Benjamin Netanjahu behielt er diesen Ministerposten zunächst, wurde im Januar 2011 jedoch zum Minister für Handel und Industrie ernannt. Da die Ha'Atzma'ut nicht zur Parlamentswahl in Israel 2013 angetreten war, ist Simchon seit März 2013 kein Mitglied der Knesset mehr.
Er war auch Minister für Minderheiten im israelischen Kabinett. Nach seinem Militärdienst studierte er Sozialwissenschaften und arbeitete als Sozialarbeiter. Er lebt heute in Even Menachem (אֶבֶן מְנַחֵם ) im Nordwesten von Maʿalot-Tarshiha.